# Tick! Tack!
Tick! Tack! est le troisième visual novel créé par l'éditeur japonais Navel, sorti en 2005 sur Windows. Ce jeu est la première suite du premier jeu de Navel, Shuffle!, continuant le scénario de Nerine.
Dans le jeu, Rin, Nerine, Itsuki et Mayumi découvrent une montre bizarre qui les fait voyager dans le passé, où ils rencontrent Forbesii, roi des diables et père de Nerine, avant que celui-ci ne se marie et ait sa fille. Il est fiancé à Ai, mais sa bonne Sage est amoureuse de lui, provoquant un triangle amoureux. Les actions du joueur déterminent qui devient la fiancée de Forbesii et donc la mère de Nerine.
Le nom du jeu pourrait être un exemple d'engrish, le nom anglais correct étant Tick! Tock! (onomatopée du battement d'une horloge). Cependant, d'autres langues (comme le français ou l'allemand) décrivent ce son par Tic Tac, donc il est difficile de savoir s'il s'agit bien d'une erreur.

## Nerine Watch System
Comme dans Shuffle!, en cours de jeu, le joueur rencontre des événements où il doit choisir l'option A ou l'option B, sachant qu'en choisir une pourra déclencher d'autres événements, tandis que l'autre n'aura aucun effet. Ce principe se retrouve dans Tick! Tack! ; cependant, le jeu possède une autre caractéristique, représentée par une montre ancienne en haut à gauche de l'écran : cette montre sert de jauge pour montrer l'effet du joueur sur le passé, et donc sur Nerine.
Lorsque le joueur choisit une option, les aiguilles de la montre peuvent se déplacer soit dans le sens normal des aiguilles d'une montre (le côté vert, généralement en parlant au hasard aux personnages) ou dans le sens opposé (le côté rouge, en contactant Sage et en la détournant de Forbesii) ou parfois ne pas bouger du tout. Quand la jauge verte ou rouge atteint un certain niveau (une position associée aux chiffres 3 et 9 sur une montre normale), Nerine change de forme pour devenir soit la Nerine aux cheveux rouges, soit la « Lolita ». Selon les joueurs, si le scénario de Nerine est joué correctement, à un moment donné, les côtés vert et rouge sont tous les deux pleins et synchronisés, ce qui change temporairement la forme de Nerine pour sa forme secrète, son clone aux yeux bleus, Lycoris.

## Personnages

### Issus deShuffle!
Rin Tsuchimi (土見稟, Tsuchimi Rin)Le protagoniste du jeu et celui de Shuffle!, le joueur joue le rôle de Rin.
Nerine (ネリネ, Nerine)La princesse des diables, fille de Forbesii, celle dont le destin est le but du jeu. Le joueur peut rencontrer trois versions de Nerine selon les décisions qu'il prend.
Lycoris (リコリス, Rikorisu)Le clone de Nerine, le personnage caché du jeu.
Forbesii (フォーベシイ, Fōbeshii)Futur roi des diables, il est partagé entre Ai et Sage. C'est le joueur qui l'aidera à déterminer qui choisir.
Mayumi Thyme (麻弓＝タイム, Mayumi Taimu)
Itsuki Midoriba (緑葉 樹, Midoriba Itsuki)

### Nouveaux personnages
Sage (セージ, Sēji)La bonne de Forbesii, impliquée dans un triangle amoureux, et la « vraie » mère de Nerine.
Ai (アイ, Ai)La fiancée de Forbesii.
Cineraria (サイネリア, Saineria)La sœur de Forbesii et future mère de Lisianthus.
Bark (バーク, Bāku)Le majordome de Forbesii.

## Musique
- Thème d'ouverture : Be Ambitious, Guys! par Miyuki Hashimoto.
- Thème de fin : Never Say Goodbye par YURIA.
- En cours de partie : Pieces par Miyuki Hashimoto.

## Adaptations
Tick! Tack! a fait l'objet d'une adaptation en manga sous le nom de Tick! Tack!: Never Say Goodbye, publiée dans Comp Ace.